# Melanargia adriatica
Melanargia adriatica är en fjärilsart som beskrevs av Adalbert Seitz 1907. Melanargia adriatica ingår i släktet Melanargia och familjen praktfjärilar. Inga underarter finns listade i Catalogue of Life.